# Ахметшин, Айрат Акрамович
 Ахметшин, Айрат Акрамович  (род. 4 декабря 1949 года, г. Уфа) — актёр-кукольник, режиссёр и педагог. Народный артист Российской Федерации (2004) и Башкирской АССР (1985), заслуженный артист РСФСР (1991) и Башкирской АССР (1978).

## Биография
Айрат Акрамович Ахметшин родился 4 декабря 1949 года в Уфе. Отец, Акрам Ахметгареевич, к началу Великой Отечественной войны служил в Ленинградском военном округе. Мать, Евдокия Яковлевна, осталась в блокадном Ленинграде с тремя маленькими детьми, затем вывезла их в тыл по «Дороге жизни».
После школы, с 1966 года Айрат работал монтировщиком сцены в русской труппе Башкирского театра кукол, затем артистом.
Как режиссёр дебютировал в 1984 году спектаклем по пьесе «Золотой цыплёнок» В. Н. Орлова. Ставил спектакли «Клочки по закоулочкам» Г. Б. Остера (1990), «По щучьему велению» Е. Я. Тараховской (1997).
Уже работая артистом и режиссёром, продолжал учиться. В 1991 году окончил Уфимский государственный институт искусств (курс Г. Г. Гилязева), в 1994 году — Российский институт переподготовки деятелей искусства и культуры (Москва, 1994; курс В. М. Штейна, бывшего главного режиссера Башкирского театра кукол, в 80-х годах переехавшего в Москву и создавшего там театр кукол «Волшебная лампа»).
Айрат Акрамович Ахметшин в 1991—1994 годах и с 2011 года работал главным режиссёром Башкирского театра кукол. В 1987—1998 годах
преподавал в УГИИ.
Член Союза театральных деятелей с 1980 года.
Ныне даёт мастер-классы актёрского искусства и кукловождения.

## Роли в спектаклях
Исполнитель ролей (как в качестве кукловода, так и ролей «живого плана»): Сабир и Тарахан («Золотая роза» С. В. Волкова-Кривуши; дебют, 1966), Лис Лаврентий («Тайна „Дома утят“» Д. Урбана), Кощей («Царевна-лягушка» Н. В. Гернет), Джоль король (спектакль по одноимённой пьесе В. Фильпот), Волк («Золотой цыплёнок» В. Н. Орлова), Ангел Д-Дьявол («Божественная комедия» И. В. Штока), Гермес (трагедия «Не бросай огонь, Прометей!» М. Карима); Отец и Кулубек («Белый пароход» А. Б. Баранова по одноимённой повести Ч. Т. Айтматова); Кинес («Лисистрата» Аристофана); Диктатор («Коня диктатору» М. Карима).

## Награды и премии
- Народный артист Российской Федерации (2004).
- Заслуженный артист РСФСР (1991).
- Народный артист Башкирской АССР (1985).
- Заслуженный артист Башкирской АССР (1978).
- Дипломант фестивалей польской (1976) и венгерской (1979) драматургии в СССР.
- Специальная премия «За выдающийся вклад в развитие театрального искусства» Национальной театральной премии «Золотая маска» (2025)[1].